# Publications of the Astronomical Society of Japan
Publications of the Astronomical Society of Japan (abreujada com Publ. Astron. Soc. Jpn. o PASJ, «Publicacions de la Societat Astronòmica del Japó» en català), és una revista científica avaluada per experts especialitzada en astronomia i astrofísica, creada en 1949 per la Societat Astronòmica del Japó. Des de la seva creació fins a 1985, la seva periodicitat va ser trimestral, però va passar a ser bimestral a partir de 1986. Des de la seva creació, s'ha editat un número per any en quatre i posteriorment en sis volums. La revista està referenciada per la base de dades bibliomètrica Astrophysics Data System (ADS).
Segons Journal Citation Reports, el factor d'impacte d'aquesta revista va ser de 5,022 en 2009. En l'actualitat, la direcció de publicació està a càrrec de T. Shigeyama.